# 新潟県道371号堀之内小出線
新潟県道371号堀之内小出線（にいがたけんどう371ごう ほりのうちこいでせん）は、新潟県魚沼市内を通る一般県道である。

## 概要
路線名の「堀之内」・「小出」は、起点・終点付近の旧自治体名（新潟県北魚沼郡堀之内町、同郡小出町）に由来する。2014年10月22日に関越自動車道小出IC（現:魚沼IC）に直結する小出インターチェンジアクセス道路が開通し、終点付近における経路が同道路経由に変更された。

### 路線データ
- 起点：新潟県魚沼市堀之内字品袋（国道17号交点）
- 終点：新潟県魚沼市干溝字針山（関越自動車道魚沼IC・国道291号交点）

## 地理

### 通過する自治体
- 新潟県
魚沼市

### 接続する道路
- 国道17号（三国街道）（起点：魚沼市堀之内字品袋）
- 新潟県道23号柏崎高浜堀之内線（下町交差点）
- 新潟県道418号大石吉水線（魚沼市堀之内字春日平）
- 新潟県道372号五箇小出線（旭町交差点）
- 新潟県道47号小出停車場線（旭町交差点 - 魚沼市四日町（「小出駅」南方） - 本町交差点で重複）
- 新潟県道532号虫野小出停車場線（旭町交差点 - 魚沼市四日町（「小出駅」南方）で重複）
- 新潟県道372号五箇小出線（バイパス）（魚沼市四日町、「小出駅」南方）
- 新潟県道532号虫野小出停車場線（バイパス）（本町交差点）
- 国道352号（本町交差点 - 中央交差点で重複）
- 新潟県道50号小出奥只見線（中央交差点 - 浦町七交差点 - 南一条交差点 - 佐梨大橋北詰交差点で重複）
- 新潟県道532号虫野小出停車場線（バイパス）（浦町七交差点）
- 国道17号（三国街道）（南一条交差点）
- 国道291号（終点：魚沼市干溝字針山、関越自動車道魚沼IC）

### 沿線
- 関越自動車道
  - 堀之内IC/PA -  魚沼IC/BS
- JR上越線
  - 越後堀之内駅 - 小出駅
- JR只見線
  - 小出駅
- 魚沼市立堀之内医療センター
- 魚沼市立小出病院
- 医療法人魚野会 ほんだ病院 - ウェイバックマシン（2001年8月5日アーカイブ分）
- 国土交通省 北陸地方整備局 信濃川河川事務所 堀之内出張所
- 魚沼市役所
  - 堀之内庁舎（旧・堀之内町役場）
  - 小出庁舎（旧・小出町役場）
- 新潟県立魚沼テクノスクール（職業能力開発校）
- 新潟県立堀之内高等学校
- 新潟県立小出高等学校
- 魚沼市立堀之内中学校
- 魚沼市立小出中学校
- 魚沼市立堀之内小学校
- 魚沼市立小出小学校
- 第四北越銀行 小出中央支店
- 第四北越銀行 小出支店
- 大光銀行 小出支店
- 新潟縣信用組合
  - 堀之内支店
  - 小出支店
- ゆきぐに信用組合 小出郷支店
- JA北魚沼
  - 堀之内支店
  - 小出町支店
  - 湯之谷支店
- 堀之内郵便局
- 小出郵便局
- 旭コンクリート 本社・堀之内工場
- ホリカフーズ 本社・第一工場・第二工場
- サカキヤ 本町店（スーパーマーケット）
- 良食生活館 小出店（スーパーマーケット）
- Aコープ北魚沼
  - 堀之内店
  - ゆのたに店
- コメリハードアンドグリーン 堀之内店
- コメリホームセンター 小出店
- 原信 小出東店
- ノジマ 小出店
- 蔦屋書店 小出店
- ウエルシア薬局 新潟小出店
- ドラッグ・トップス 小出店
- クスリのコダマ
  - 小出店
  - 小出南店
- 奥只見レクリェーション都市公園
  - （道光・根小屋地域）根小屋花と緑と雪の里
  - （小出地域）響きの森公園
- 道の駅ゆのたに
- 破間川
- 魚野川